# Sacha Giffa
Sacha Komlan Giffa (Moscú, URSS, 14 de junio de 1977) es un exjugador y actual entrenador de baloncesto francés. Con una altura de 2.02 cm su posición en la cancha era la de pívot. 

## Trayectoria
- 1995-1999 Paris-Levallois Basket
- 1999-2002 Élan Sportif Chalonnais
- 2002-2004 ASVEL Villeurbanne
- 2004-2005 Ionikos Neas Filadelfeias BC
- 2004-2005 Breogán Lugo
- 2004-2005 ÉB Pau-Orthez (play-off)
- 2005-2011 Strasbourg IG
- 2011-2012 Fos Ouest Provence Basket
- 2013-2014 Champagne Châlons Reims Basket
- 2014-2015 Denain ASC Voltaire